# Ed Cooked
Edward Cooke (Ed Cooke) (sinh năm 1982), sinh ra và lớn lên ở Oxfordshire là một doanh nhân người Anh nổi tiếng vì là là tác của cuốn sách "Learn the Stuff You Thought You Never Could" (Tìm hiểu những thứ bạn nghĩ rằng bạn là bất khả thi), đồng thời cũng là nhà sáng lập ra ứng học ngôn ngữ Memrise, là ứng dụng sử dụng phương pháp lặp lại ngắt quãng nghĩa là là kỹ thuật gia tăng thời gian giữa những lần ôn tập, tức lặp đi lặp lại những kiến thức đã học theo chu kỳ giúp tăng khả năng ghi nhớ kiến thức đã học.

## Sự nghiệp
Năm 2004 ,Sau khi tốt nghiệp ngành tâm lý học ở Đại học Oxford, và tốt nghiệp bằng thạc sĩ về khoa học nhận thức dưới sự chỉ dẫn của J. Kevin O'Regan, năm 2005 ông bắt đầu sự nghiệp nghiên cứu,viết và dạy các kĩ năng ghi nhớ.
Năm 23 tuổi, ông trở thành Bậc thầy Trí nhớ. Cooked sử dụng các kĩ năng ghi nhớ phổ biến của những người như Tony Buzan và Dominic O'Brien.
Trong năm 2010, ông cùng đồng sáng lập Ben Whately và Greg Detre tạo ra ứng học ngôn ngữ nổi tiếng Memrise, là ứng dụng sử dụng phương pháp lặp lại ngắt quãng nghĩa là là kỹ thuật gia tăng thời gian giữa những lần ôn tập, tức lặp đi lặp lại những kiến thức đã học theo chu kỳ giúp tăng khả năng ghi nhớ kiến thức đã học.

## Thành tích
Hầu hết thành tích của ông đều liên quan đến khả năng ghi nhớ :
- Đứng thứ 10 tại Giải vô địch trí nhớ thế giới năm 2003.[7]
- Đứng hạng 3 tại Giải vô địch trí nhớ của Áo.[7]
- Đứng thứ 11 tại Giải vô địch trí nhớ thế giới năm 2004.[7]
- Đứng thứ 11 tại Giải vô địch trí nhớ thế giới năm 2005.[7]
- Đứng thứ 8 tại Giải vô địch trí nhớ thế giới năm 2006.[7]
- Vô địch tại Giải vô địch Trí nhớ Cambridge năm 2007.[7]
- Đứng thứ 7 tại Giải vô địch trí nhớ thế giới năm 2007.[7]
- Đứng thứ 10 tại Giải vô địch trí nhớ thế giới năm 2008.[7]